# Varano (stacja kolejowa)
Varano (wł. Stazione di Varano) – stacja kolejowa w Varano, w prowincji Ankona, w regionie Marche, we Włoszech. Znajduje się na linii Verona – Innsbruck.
Według klasyfikacji RFI ma kategorię brązową.

## Linie kolejowe
- Adriatica